# 八木村 (千葉県)
八木村（やぎむら）は、1889年（明治22年）4月1日から1951年（昭和26年）4月1日まで存在した千葉県東葛飾郡の村。
現在の千葉県流山市中部・東部に当たる地域。

## 地理
- 河川：江戸川、坂川

## 歴史

### 村名の由来
中世の荘園である、風早荘八木郷の地であったことから。

### 沿革
この地方はかつては葛飾郡に、後に東葛飾郡に属した。
- 1873年（明治6年） - 大区小区制施行の際、駒木、駒木新田、初石新田、野々下、大畔新田、十太夫新田および市野谷の各村は第12大区7小区に、思井、前平井、古間木および後平井の各村は第12大区6小区に、前ヶ崎、名都借および向小金新田は第12大区5小区に属する。
- 1878年（明治11年） - 郡区町村編制法施行の際、以下の単位で村連合となる。
  - 前平井村、思井村および後に流山町となる西平井、鰭ヶ崎の各村
  - 野々下村、古間木村、長崎村、市野谷村、後平井村、芝崎村および後にほかの村となる中村
  - 駒木新田、駒木村、大畔新田、十太夫新田、青田新田、初石村および後に新川村となる大畔村
  - 向小金新田、前ヶ崎村、名都借村、後に小金町となる東平賀村およびほか2村
- 1884年（明治17年） - 以下の単位で、同一戸長役場所轄となる。
  - 十太夫新田、初石新田、大畔新田および後に新川村となる桐ヶ谷、大畔、北、下花輪、谷、小屋、上新宿、上新宿新田、上貝塚、南の各村
  - 前平井村、思井村、野々下村、古間木村、長崎村、市野谷村、後平井村、芝崎村、駒木新田、駒木村、初石村
- 1889年（明治22年）4月1日 - 東葛飾郡野々下、古間木、思井、芝崎、前平井、後平井、長崎、市野谷、名都借、前ヶ崎、向小金新田（東平賀村への飛地を除く）、大畔新田、駒木、十太夫新田、駒木新田、初石新田、青田新田（十余二村への飛地を除く。現・西原、西柏台）の各村が合併し、東葛飾郡八木村となる。
- 1911年（明治44年）5月9日 - 大字初石新田に東武鉄道野田線初石駅が開業。

- 1951年（昭和26年）4月1日 - 東葛飾郡流山町および新川村と合併し、江戸川町となる。

## 交通

### 鉄道
- 東武鉄道
  - 野田線
    - 初石駅

### 道路
- 守谷街道

## 現在の町名
おおむね青田、後平井、思井、駒木、駒木台、芝崎、十太夫、中、長崎、名都借、西初石、西松ケ丘、野々下、東初石、古間木、前ケ崎、前平井、美田、松ケ丘、宮園、向小金に相当する。